# Слободан Перовић (академик)
Слободан Перовић (Прокупље, 10. септембар 1932 — Београд, 17. фебруар 2019) био је српски правник, професор Правног факултета Универзитета у Београду, професор Универзитета у Подгорици, председник Научног друштва Србије, председник Савеза удружења правника Републике Србије и Републике Српске, члан Словенске академије наука и умјетности, члан Црногорске академије наука и умјетности, члан Академије наука и умјетности Републике Српске и Сената Републике Српске.

## Биографија
Рођен је 1932. у Прокупљу. Био је редовни професор и шеф Катедре за грађанско право Правног факултета Универзитета у Београду. Постао је члан Словенске академије наука и умјетности 1987, члан Црногорске академије наука и умјетности 2000, а члан Академије наука и умјетности Републике Српске 21. јуна 2004. године. Оснивач је Копаоничке школе природног права. Био је председник Савеза удружења правника Републике Србије и Републике Српске, а у вријеме Савезне Републике Југославије је био председник Удружења правника Југославије, као члан Крунског савета породице Карађорђевић. Био је уредник часописа „Правни живот“ и „Научни поглед“. Председник је уређивачког одбора Библиотеке класика југословенског права, и главни уредник и издавач „Опште енциклопедије права“. Проф. др Слободан Перовић је такође био председник Сталног избраног суда при Привредној комори Републике Србије. Поводом педесетогодишњице рада Правног факултета у Бањалуци, академик проф. др Слободан Перовић је за „изузетан дугогодишњи допринос“ добио Повељу Правног факултета Универзитета у Бањалуци, иако је Правни факултет Универзитета у Бањој Луци основан 1975. године (постоји тек 41 годину). Професор Перовић је био члан Одјељења друштвених наука, и Одбора за правне науке при Академији наука и умјетности Републике Српске. Сенатор Републике Српске је постао у другом сазиву Сената 2009. године.
По њему је названа Копаоничка школа природног права, као и новоустановљена награда за најбоље радове младих правника.

## Дела (библиографија)
- Формални уговори у грађанском праву, Београд, (1964)
- Неважећи уговори по Закону о облигационим односима, Привреда и право, Београд, (1978)
- Облигационо право, Београд, (1980) (1986)
- Криза правног система, Београд (1990)
- Правно филозофске расправе, Београд, (1995)
- Природно право и суд, Београд, (1996)
- Људска права и судијска независност, Правни факултет Универзитета у Београду, Београд, (1998)
- Беседе са Копаоника, Београд, (2000)